# Short track ai V Giochi asiatici invernali
Le gare di short track ai V Giochi asiatici invernali si sono svolte all'Arena del Ghiaccio Misawa di Misawa, nella prefettura di Aomori, in Giappone, dal 6 al 7 febbraio 2003.

## Risultati

### Uomini
| Evento                      | Oro                                                                            | Tempo | Argento                                            | Tempo | Bronzo                                                                                | Tempo |
| 500 m (dettagli)            | Li Jiajun                                                                      |       | Takafumi Nishitani                                 |       | Song Suk-woo                                                                          |       |
| 1000 m (dettagli)           | Ahn Hyun-soo                                                                   |       | Li Ye                                              |       | Satoru Terao                                                                          |       |
| 1500 m (dettagli)           | Ahn Hyun-soo                                                                   |       | Li Jiajun                                          |       | Lee Seung-jae                                                                         |       |
| 3000 m (dettagli)           | Song Suk-woo                                                                   |       | Lee Seung-jae                                      |       | Li Jiajun                                                                             |       |
| Staffetta 5000 m (dettagli) | Corea del Sud Lee Seung-jae Oh Se-jong Yeo Jun-hyung Ahn Hyun-soo Song Suk-woo |       | Cina Li Ye Guo Wei Liu Yingbao Li Jiajun Li Haonan |       | Giappone Takafumi Nishitani Satoru Terao Yoshiharu Arino Hayato Sueyoshi Tomonori Ike |       |

### Donne
| Evento                      | Oro                                                            | Tempo | Argento                                                          | Tempo | Bronzo                                                       | Tempo |
| 500 m (dettagli)            | Yang Yang (A)                                                  |       | Wang Meng                                                        |       | Ri Hyang-mi                                                  |       |
| 1000 m (dettagli)           | Yang Yang (A)                                                  |       | Fu Tianyu                                                        |       | Cho Ha-ri                                                    |       |
| 1500 m (dettagli)           | Choi Eun-kyung                                                 |       | Cho Ha-ri                                                        |       | Ko Gi-hyun                                                   |       |
| 3000 m (dettagli)           | Yang Yang (A)                                                  |       | Choi Eun-kyung                                                   |       | Kim Min-jee                                                  |       |
| Staffetta 3000 m (dettagli) | Corea del Sud Joo Min-jin Choi Eun-kyung Kim Min-jee Cho Ha-ri |       | Corea del Nord Ri Hyang-mi Jong Ok-myong Mun Sun-ae Yun Jong-suk |       | Giappone Ikue Teshigawara Yuka Kamino Mika Ozawa Yoko Iizuka |       |

## Medagliere
| Posizione | Paese          | Oro | Argento | Bronzo | Totale |
| --------- | -------------- | --- | ------- | ------ | ------ |
| 1         | Corea del Sud  | 6   | 3       | 5      | 14     |
| 2         | Cina           | 4   | 5       | 1      | 10     |
| 3         | Giappone       | 0   | 1       | 3      | 4      |
| 4         | Corea del Nord | 0   | 1       | 1      | 2      |
| Totale    | Totale         | 10  | 10      | 10     | 30     |